# Santilly (Saône-et-Loire)
Santilly é uma comuna francesa na região administrativa de Borgonha-Franco-Condado, no departamento Saône-et-Loire. Estende-se por uma área de 7,27 km². Em 2010 a comuna tinha 139 habitantes (densidade: 19,1 hab./km²).